# Martin Geffert
Martin Geffert (ur. 1922 w Heppenheim, zm. 2015) – niemiecki astronom amator.

## Życiorys
W 1936 roku, w wieku 14 lat pragnął iść do technikum, by zostać mechanikiem precyzyjnym, ale sytuacja zmusiła go do podjęcia pracy jako praktykant w zakładzie fryzjerskim. Tam zaprzyjaźnił się z synem właściciela, Alfredem Sturmem, który wzbudził u niego zainteresowanie astronomią. Później Geffert został praktykantem w zakładach konstrukcji maszyn precyzyjnych w Weinheim, które wkrótce przestawiły się na produkcję samolotów bojowych. Wysłano go na szkolenie do Leipzig-Mockau, gdzie uczył się obsługi samolotów Junkers. Po niecałym roku przeniesiono go do zakładów lotniczych w Oschersleben. W 1942 został wcielony do Luftwaffe. Służył w ZSRR i Holandii, podczas odwrotu przez Zagłębie Ruhry dostał się do amerykańskiej niewoli. Po powrocie do domu i półrocznej pracy jako fryzjer poszedł w ślady ojca i zatrudnił się na kolei.
Był jednym z założycieli Obserwatorium Starkenburg w Heppenheim zbudowanego w latach 70., skupiającego amatorów astronomii. Przez wiele lat był członkiem jego zarządu. Był także miłośnikiem gry na mandolinie.
W uznaniu jego pracy jedną z planetoid nazwano (17855) Geffert.